# 月湖清真寺
29°52′30″N 121°32′48″E / 29.87500°N 121.54667°E
月湖清真寺位于中国浙江省宁波市海曙区月湖畔的西后营巷，是浙东地区唯一一处古清真寺，目前为宁波市伊斯兰教协会所在地。清真寺建筑建于清代康熙三十八年（1699年），2011年1月7日成为浙江省文物保护单位。宁波有清真寺的历史可以追溯到宋咸平年间，而目前清真寺建于康熙三十八年（1699年）。

## 建筑格局
月湖清真寺与中国其它清真寺格局类似。建筑呈东西向，背朝圣城麦加，总占地面积约980平方米。建筑主要部分为大门、二门、三门、映壁、沐浴间、大殿和厢房，主要建筑多分布于建筑中轴线上。现存大殿为木结构单檐硬山顶，面宽10.5米，进深10米，呈“凸”字形，扩大了宗教活动的空间。大殿正中悬挂有阿拉伯文匾。明间后设有奎布拉墙，墙中书有《古兰经》全文，右角设有宣谕台，为阿訇宣教所用。